# Каркассонн, Адольф Жозеф
Жозеф Видаль Адольф Каркассон (фр. Adolphe Joseph Carcassonne; 15 марта 1826, Марсель — 21 сентября 1891, Париж) — французский поэт и драматург.

## Биография
Родился в еврейской небогатой семье. Занимался торговлей.
Дружил с Гастоном Кремьё, который был свидетелем на его свадьбе.
Отстаивал республиканские и социалистические идеи, выступал с критикой империи Наполеона III.
После провозглашения Парижской Коммуны 1871 года участвовал в восстании в Марселе, приведшем к установлению в городе Коммуны. Был одним из руководителей местной временной революционной администрации — Департаментской комиссии.
Писал, в основном, для детей и юношества.

## Избранные произведения
- Premières Lueurs (сборник стихов, 1852)
- Le Jugement de Déea, (опера в четырёх действиях , 1860)
- La Fille du Franc-Juge, (драма в стихах в четырёх действиях, 1861)
- Le Siège de Marseille, (драма в пяти действиях, 1862)
- La Fête de Molière (одноактная пьеса, 1863)
- Gouttes d’Eau, (сборник стихов, 1869)
- La Leçon de Géographie, (эльзасская легенда в стихах, посвященная памяти 1871 года, 1878)
- Théâtre d’Enfants comédies (короткие комедии в стихах, 1878)
- Molière et la Médecine (1878)
- Théâtre d’Adolescents (1880)
- Pièces à Dire (1881)
- République Enfantine (короткие пьесы в стихах, 1885)
- Mariage de Fleurs (1886)
- Scènes à Deux, (сборник пьес для юных зрителей).